# Automatic frequency control
Die Automatische Frequenzkontrolle (AFC, von engl. Automatic Frequency Control) dient beim Rundfunk- oder Fernsehempfang mittels eines Überlagerungsempfängers dazu, den Empfangsteil (Tuner) nach der Senderwahl automatisch auf diesen abgestimmt zu halten.

## Allgemeines

Einfache Schaltung zur automatischen Frequenzkontrolle mit einer Kapazitätsdiode

Durch thermische Einflüsse auf die frequenzbestimmenden Bauteile des Schwingkreises des Misch-Oszillators eines Überlagerungsempfängers kann sich dessen Frequenz etwas ändern. Die Folge davon ist, dass die Differenz von Empfangsfrequenz und Oszillatorfrequenz nicht mehr der Zwischenfrequenz (ZF) entspricht.
Ist sie bei FM-Empfängern für UKW dadurch z. B. statt 10,7 MHz (üblicher Sollwert) bei 10,8 MHz, liegt sie am Rand des Durchlassbereiches des ZF-Filters und am Rand des Linearitätsbereiches des Frequenzdemodulators. Damit ist ein guter Empfang nicht mehr möglich.
Eine weitere Funktion der AFC ist die Erhöhung des Komforts bei der Bedienung durch den Anwender: Wird die Empfangsfrequenz nach Handabstimmung nur ungenau getroffen, lässt sich durch nachfolgendes Zuschalten der AFC ein genauer Abgleich erreichen. Bei modernen Geräten ist diese Abfolge automatisiert.
Die für die AFC nötige Regelspannung (Stellsignal) wird bei FM-Empfängern aus dem FM-Demodulator gewonnen. Bei Fernsehempfängern nutzt man den Demodulator des FM-modulierten Tonsignals (üblicherweise auf der Träger-Differenzfrequenz 5,5 bzw. 6,5 MHz). Das Demodulatorsignal wird einem Tiefpass zugeleitet. Durch die Symmetrie des Nutzsignales ergibt sich so bei richtiger Abstimmung ein Stellsignal von "Null". Das Stellsignal wird entweder zur Abstimmspannung des Oszillators (VCO) addiert und an dessen frequenzbestimmende Kapazitätsdiode oder an eine zusätzliche Kapazitätsdiode in ihm gegeben.
Dadurch wird der Oszillator ständig automatisch so abgestimmt, dass die Zwischenfrequenz die ZF-Filterdurchlasskurve und den Akzeptanzbereich des Demodulators trifft. Oszillator, Demodulator und Kapazitätsdiode bilden einen Regelkreis. Diese Regelung würde auch bei instabiler Senderfrequenz gelingen, was jedoch beim Empfang von Rundfunksendern ohne Belang ist, da diese mit sehr stabiler Frequenz arbeiten.
Die AFC ist entweder separat zu- und abschaltbar oder wird bei Betätigung der Senderwahl selbsttätig deaktiviert, um eine Vor-Abstimmung zu ermöglichen, ohne dass die Regelung den Empfänger auf dem zuvor eingestellten Sender festhält.
Bei heutigen Fernsehempfängern erfolgt bei Kanalwechsel der gesamte Vorgang AFC deaktivieren – Programmplatzwechsel auf programmierten Empfangskanal – AFC aktivieren automatisch.
Um ein „Springen“ auf einen frequenzmäßig benachbarten FM-Sender zu verhindern, bedarf es einer ausreichenden Selektivität im ZF-Verstärker und Grundstabilität der Oszillatorfrequenz sowie eines bestimmten Mindestpegels der empfangenen Trägerfrequenz.
Der Demodulator in AM-Empfängern liefert keine geeignete Regelspannung, hier wird Automatische Frequenzregelung (AFR) angewendet.
Moderne Rundfunkgeräte verwenden häufig zur Oszillatorfrequenzerzeugung PLL-Tuner, die oft die Empfangsfrequenz digital anzeigen sowie das manuelle Einschalten der AFC überflüssig machen.